# Moisés Arizmendi
Moisés Arizmendi (Cidade do México, 22 de abril de 1976) é um ator mexicano, com carreira na televisão, cinema e teatro.

## Biografia
Estudou economia na Universidade Autônoma Metropolitana e posteriormente tomou aulas de atuação com formação no teatro com Ludwik Margules e Héctor Mendoza. Trabalhou na Companhia Nacional de Teatro e há colaborado com vários reconhecidos diretores de teatro.
Debuto em 1997 no curta-metragem Para morir en video. Também participou de filmes feitos no México e Espanha como El atentado, Asi es la suerte, Nos vemos Papá e Años despues.
Em 2010 participou da série Locas de amor, produção de Carmen Armendáriz para a Televisa.
Em 2011 fez uma participação na narco-novela La reina del sur, da Telemundo.
Em 2014 estreou nas novelas da Televisa, interpretou um dos antagonistas da telenovela El color de la pasión.
Em 2015 integrou o elenco da novela Que te perdone Dios, interpretando mais um vilão. No mesmo ano participou da novela A que no me dejas.
Em 2016 fez uma participação na novela El hotel de los secretos. No mesmo ano, integra o elenco da novela Vino el amor.

## Carreira

### Telenovelas
- Corona de lágrimas II (2022-2023) - Bátiz
- Te acuerdas de mí (2021) - Tomás Ledezma
- Vencer el miedo (2020) - Fabián Cifuentes
- Por amar sin ley (2018-2019) - Alan Páez
- Caer en tentación (2017) - Cristian
- La doble vida de Estela Carrillo (2017) - Advogado acusador
- Vino el amor (2016-2017) - César
- El hotel de los secretos (2016) - Don Olegario Alarcón de Castilla
- A que no me dejas (2015-2016) - Jaime Córdova
- Que te perdone Dios (2015) - Porfirio Zarazúa
- El color de la pasión (2014) - Amador Zúñiga
- El señor de los cielos (2013) - El pollo
- La reina del sur (2011) - Coronel Ledesma

### Programas
- Nueva vida (2013)
- Como dice el dicho (2012)
- No hay mal que dure cien años (2012) - Julián
- Pacientes (2012) - Rogelio
- Alguien más (2011) - Jorge
- Bienvenida realidad (2011) - Esteban Marin
- Capadocia  (2010) - Iván Ramirez
- Gritos de muerte y libertad (2010) - Ignacio Aldama
- Locas de amor  (2010) - Roque Mártinez
- Los simuladores (2009)
- Gregoria la cucaracha (2009)
- Hoy te toca (2003)

### Cine
- Los presentes (2016) - Eduardo
- Cuernavaca (2016) - Andrés
- 24° 51' Latitud Norte (2015) - Fidel
- Los reyes del juego (2014) - Fabio
- Gloria  (2014) - Fernando Esquina
- Cantinflas (2014) - Manuel M. Delgado
- El palacio de las flores (2013) - Matías
- Tercera llamada (2013) - Oscar
- La habitación  (2012)
- Años después (2012)
- El sueño de Lú (2012) - Emilio Jr.
- Colosio: El asesinato (2012) - Manuel Camacho Solis
- Nos vemos, papá (2011) - Marco
- Mi universo en minúsculas (2011) - Empleado Banco
- Viento en contra  (2011) - Mario
- Dialogos constructivos (2011) - Noriega
- Infinito (2011)
- Igualdad (2010) - Ramiro
- Bajo la sal (2008) - Cabo Montoya
- La espera (2008)
- Casi divas (2008)
- La jaula del monarca (2007) - Satyr
- Efectos secundarios (2006) - Santiago
- Ciudad de muertos (2006) - Héctor
- Caso terminal (2006) - Dr. Fernández
- El otro José (2005)
- Rencor (2005)
- Control de plagas (2004) - El fumigador
- El espejo (2003) - Martín
- Noche de bodas (2001)
- Para morir en video (1997)